# Maurice Merleau-Ponty
Maurice-Jean-Jacques Merleau-Ponty (n. 14 martie 1908, Rochefort, Poitou-Charentes, Franța – d. 3 mai 1961, Paris, Région parisienne, Franța) a fost un filozof francez, reprezentant de prim rang al fenomenologiei, influențat în mare măsură de lucrările lui Edmund Husserl. Datorită legăturilor sale strânse într-o anumită perioadă cu Jean-Paul Sartre și cu Simone de Beauvoir este adesea socotit în mod eronat ca exponent al existențialismului.

## Biografie
Maurice Merleau-Ponty s-a născut la 14 martie 1908 în Rochefort-sur-Mer, orășel portuar pe malul Atlanticului, în sud-vestul Franței. La vârsta de 6 ani și-a pierdut tatăl, căzut în 1914 în Primul Război Mondial. Merleau-Ponty a primit o educație catolică și a fost de tânăr atras de filozofie. După studiile secundare la Liceul Louis-le-Grand din Paris, devine elev la renumita École Normale Supérieure, unde urmărește cu interes prelegerile lui Alexandre Kojève asupra filozofiei lui Georg Wilhelm Friedrich Hegel. În acest timp formația sa filozofică este influențată mai ales de lectura operelor lui Henri Bergson și ale neokantianului Léon Brunschvicg. În februarie 1929 audiază la Sorbona conferințele lui Husserl pe tema fenomenologiei transcendentale, care vor fi publicate în 1931 în limba franceză. În 1930 este admis la cursurile pentru titlul de agregat în filozofie. Începând cu anul 1931 a lucrat ca profesor la liceul din Beauvais, apoi, din 1935, la liceul din Chartres. Ulterior a revenit la Paris ca repetitor la Școala Normală Superioară, unde, în 1945, a obținut doctoratul în litere, în urma publicării a două cărți importante, "La structure du comportement" ("Structura comportamentului", 1942) și "Phénoménolgie de la Perception" ("Fenomenologia percepției", 1945). Ultima lucrare reflectă puternic influența fenomenologiei lui Edmund Husserl și tratează aspecte ale psihologiei configuraționale  (Gestaltpsychologie), criticând pozițiile așa zisului cognitivism, care încearcă să explice modalitățile funcționale ale creierului omenesc pe baza regulilor și modelelor comportamentale.
După război s-a alăturat grupului din jurul lui Jean-Paul Sartre și Simone de Beauvoir, cu care înființează revista de filozofie Les Temps modernes, el deținând funcția de editor al paginilor politice. În 1952, în urma unor divergențe în evaluarea marxismului și a perspectivelor angajării sociale a intelectualilor, părăsește revista și se îndepărtează tot mai mult de Sartre. În confruntarea cu marxismul, Merleau-Ponty - spre deosebire de Sartre - accentuează că libertatea este totdeauna îngrădită prin însăși structura ființei umane, teză apropiată de pozițiile lui Martin Heidegger. Apariția în 1955 a cărții sale "Les Aventures de la dialectique" ("Aventurile dialecticii"), în care face o critică pertinentă a materialismului dialectic, dezlănțuie furia Partidului Comunist Francez, care îi intentează un simulacru de "proces" în sala Mutualité din Paris, "tribunalul" fiind alcătuit din floarea filozofilor partidului, și care se încheie cu un "verdict" de condamnare a cărții.
În 1945 Merleau-Ponty a fost numit profesor de filozofie la Universitatea din Lyon, apoi, între 1949 și 1952, profesor de psihologia copilului și pedagogie la Sorbona. În sfârșit, în 1952, devine titular al catedrei de filozofie la Collège de France, unde va rămâne până la moartea sa prematură în 1961.

## Opera filozofică

### Primatul percepției
Deja în primele sale lucrări, "Structura comportamentului" și "Fenomenologia percepției", Merleau-Ponti arată că percepția nu este rezultanta "atomilor" cauzatori ai senzațiilor, contrar concepției atomiste în tradiția lui John Locke, perpetuată în unele curente psihologice ale epocii, cum ar fi behaviorismul. După Merleau-Ponty, percepția are mai curând o dimensiune activă, în calitatea de inițiere primordială a lumii trăite. Această deschidere primordială stă la baza tezei sale asupra primatului percepției. În felul acesta, el modifică postulatul intențional al lui Husserl, după care "orice act al conștiinței este conștiința a ceva", dezvoltând teza conform căreia "orice act conștient este o conștiință perceptivă".
Pornind de la studiul percepției, Merleau-Ponty afirmă că, în mod necesar, corpul omenesc nu poate fi doar un obiect potențial de studiu al științei, ci o condiție permanentă a experienței, constituind prima deschidere perceptivă a lumii. Primatul percepției înseamnă, deci, primatul experienței, în măsura în care percepția se prezintă ca dimensiune activă și constitutivă.

### Rolul limbajului și al artelor
În continuare, Merleau-Ponty se întreabă, cum poate un subiect să realizeze activități care depășesc nivelul organic al corpului fizic, cum sunt operațiile intelectuale și întreaga viață culturală. El încearcă să rezolve această problemă în lucrarea Sur la Phénoménologie du langage ("Fenomenologia limbajului" 1960), atribuind un rol preponderent limbajului, ca nucleu al culturii, examinând în special legăturile între dezvoltarea gândirii și cea a cunoașterii imediate, nu numai prin analiza achiziției vorbirii și a expresivității corporale, dar ținând cont și de aspectele patologice, de exprimarea prin mijlocirea picturii, cinematografiei, folosirea literară a limbajului în operele poetice.
Atenția acordată de Merleau-Ponty diverselor forme de exprimare artistică nu vizează teoretizarea frumosului estetic, nici nu este orientată spre stabilirea unor criterii normative în artă. Obiectivul său este de a analiza structurile care stau la baza expresiei artistice. Printre structurile considerate, studiul asupra stilului ocupă un loc important în lucrarea Le langage indirect et les voix du silence ("Limbajul indirect și vocile tăcerii", 1960). Deși era principial de acord cu concepțiile lui André Malraux, Merleau-Ponty consideră că noțiunea de stil este folosită de Malraux într-o accepțiune foarte subiectivă, fiind asimilată cu proiecția individualității artistului, alteori - dimpotrivă - cu optica metafizică. După el, este important să se analizeze această problematică pornind de la bază, recunoscând că stilul are în primul rând o exigență datorită primatului perceptiv, ceea ce implică luarea în considerație a dimensiunilor istorice și a intersubiectivității indivizilor.

## Principalele opere publicate
- La structure du comportement, 1942
- Phénomenologie de la perception, 1945, traducere de Ilieș Câmpeanu, Goergiana Vătăjelu, Oradea, Aion, 1999.
- Le primat de la perception, 1946
- Humanisme et terreur. Essais sur le problème communiste, 1947
- Sens et non-sens, 1948
- Sur la phénomenologie du langage, 1952
- Le langage indirect et les voix du silence, 1952
- Éloge de la philosophie, 1953
- Les aventures de la dialectique, 1955
- Signes, 1960
- Le visible et l'invisible, 1964 (postum)
- L'oeil et l'esprit, 1964 (postum)
- La prose du monde, 1969 (postum)

Pentru o listă completă a publicațiilor, vezi:
- Articolul despre Maurice Merleau-Ponty în Wikipedia, ediția franceză